# Rimantas Norvila
Rimantas Norvila (* 2. prosince 1957, Baptai, Kaunas, Litevská sovětská socialistická republika) je litevský římskokatolický kněz, biskup vilkaviškiský a místopředseda Komise biskupských konferencí Evropské unie (COMECE).

## Život
V roce 1986 se mu podařilo vstoupit do semináře v Kaunasu, na kněze byl vysvěcen v roce 1991 a byl inkardinován do  kaunaské arcidiecéze. Roku 1993 byl kancléřem kurie, v roce 1995 byl poslán na studia do Říma, kde  v roce 1997 získal licenciát z teologie na Angelicu. V témže roce jej papež Jan Pavel II. jmenoval pomocným biskupem kaunaským. V roce 2002 byl jmenován sídlením biskupem vilkaviškiským. V letech 2016-2018 byl místopředsedou COMECE, znovu byl zvolen na plenárním zasedání COMECE dne 22. března 2023.